# Campeonato de Primera División B 1977 (Argentina)
El Campeonato de Primera División B 1977 fue la cuadragésima cuarta temporada disputada de la Primera B, categoría que, nominalmente, significó la Segunda División de Argentina por aquel entonces. La disputaron un total de 19 equipos.
Los nuevos equipos participantes fueron San Telmo, que retornó a la categoría tras una temporada en la Primera División. Por su parte, Deportivo Armenio y Argentino de Quilmes ascendieron desde la Primera C como campeón y subcampeón, respectivamente.
Resultó campeón Estudiantes de Caseros ascendiendo a la Primera División luego de 42 años de ausencia. Asimismo, Talleres de Remedios de Escalada, Central Córdoba de Rosario, Deportivo Morón y Comunicaciones no lograron mantener la categoría y descendieron a la Primera C.

## Formato
Los diecinueve equipos participantes disputaron un torneo de 38 fechas todos contra todos, con un equipo libre por fecha.

### Ascensos
A partir de este torneo volvió a ponerse en disputa un único ascenso.
El equipo con más puntos es el campeón obteniendo el ascenso directo a la Primera División.

### Descensos
Los cuatro equipos que finalicen en los últimos lugares de la tabla de posiciones, descienden a la Primera C.

## Equipos
| Equipo                 | Ciudad               |
| ---------------------- | -------------------- |
| Almagro                | José Ingenieros      |
| Almirante Brown        | Isidro Casanova      |
| Argentino (Q)          | Quilmes              |
| Arsenal                | Sarandí              |
| Central Córdoba        | Rosario              |
| Comunicaciones         | Buenos Aires         |
| Defensores de Belgrano | Buenos Aires         |
| Deportivo Armenio      | Buenos Aires         |
| Deportivo Italiano     | Buenos Aires         |
| Deportivo Morón        | Morón                |
| El Porvenir            | Gerli                |
| Estudiantes (BA)       | Caseros              |
| Flandria               | Jáuregui             |
| Los Andes              | Lomas de Zamora      |
| Nueva Chicago          | Buenos Aires         |
| San Telmo              | Isla Maciel          |
| Talleres (RdE)         | Remedios de Escalada |
| Tigre                  | Victoria             |
| Villa Dálmine          | Campana              |

## Tabla de posiciones final
| Pos | Equipo                 | Pts | PJ | PG | PE | PP | GF | GC | Dif |
| --- | ---------------------- | --- | -- | -- | -- | -- | -- | -- | --- |
| 1º  | Estudiantes (BA)       | 48  | 36 | 17 | 14 | 5  | 55 | 38 | 17  |
| 2º  | Los Andes              | 46  | 36 | 17 | 12 | 7  | 64 | 52 | 12  |
| 3º  | Deportivo Armenio      | 42  | 36 | 15 | 12 | 9  | 59 | 41 | 18  |
| 4º  | Defensores de Belgrano | 40  | 36 | 13 | 14 | 9  | 56 | 48 | 8   |
| 5º  | Flandria               | 40  | 36 | 13 | 14 | 9  | 56 | 51 | 5   |
| 6º  | Argentino (Q)          | 39  | 36 | 14 | 11 | 11 | 50 | 45 | 5   |
| 7º  | Tigre                  | 39  | 36 | 10 | 19 | 7  | 49 | 44 | 5   |
| 8º  | San Telmo              | 39  | 36 | 15 | 9  | 12 | 48 | 44 | 4   |
| 9º  | Villa Dálmine          | 38  | 36 | 11 | 16 | 9  | 47 | 52 | -5  |
| 10º | Almirante Brown        | 37  | 36 | 13 | 11 | 12 | 48 | 41 | 7   |
| 11º | Deportivo Italiano     | 34  | 36 | 11 | 12 | 13 | 48 | 46 | 2   |
| 12º | El Porvenir            | 33  | 36 | 8  | 17 | 11 | 47 | 48 | -1  |
| 13º | Nueva Chicago          | 33  | 36 | 12 | 9  | 15 | 46 | 50 | -4  |
| 14º | Arsenal                | 32  | 36 | 13 | 6  | 17 | 55 | 53 | 2   |
| 15º | Almagro (*)            | 31  | 36 | 8  | 15 | 13 | 42 | 53 | -11 |
| 16º | Talleres (RdE) (*)     | 31  | 36 | 9  | 13 | 14 | 50 | 56 | -6  |
| 17º | Central Córdoba (R)    | 30  | 36 | 9  | 12 | 15 | 31 | 40 | -9  |
| 18º | Deportivo Morón        | 28  | 36 | 8  | 12 | 16 | 40 | 60 | -20 |
| 19º | Comunicaciones         | 24  | 36 | 9  | 6  | 21 | 43 | 72 | -31 |

(*) Jugaron un desempate de la posición, donde Almagro resultó ganador y evitó el descenso.

|  | Campeón. Ascendió a Primera División. |
|  | Descendieron a la Primera C.          |

### Desempate por el descenso
| Fecha                  | Estadio                 | Equipo 1 | Resultado | Equipo 2       |
| ---------------------- | ----------------------- | -------- | --------- | -------------- |
| 8 de noviembre de 1977 | Estadio Viejo Gasómetro | Almagro  | 3 - 1     | Talleres (RdE) |